# دانييلا سي

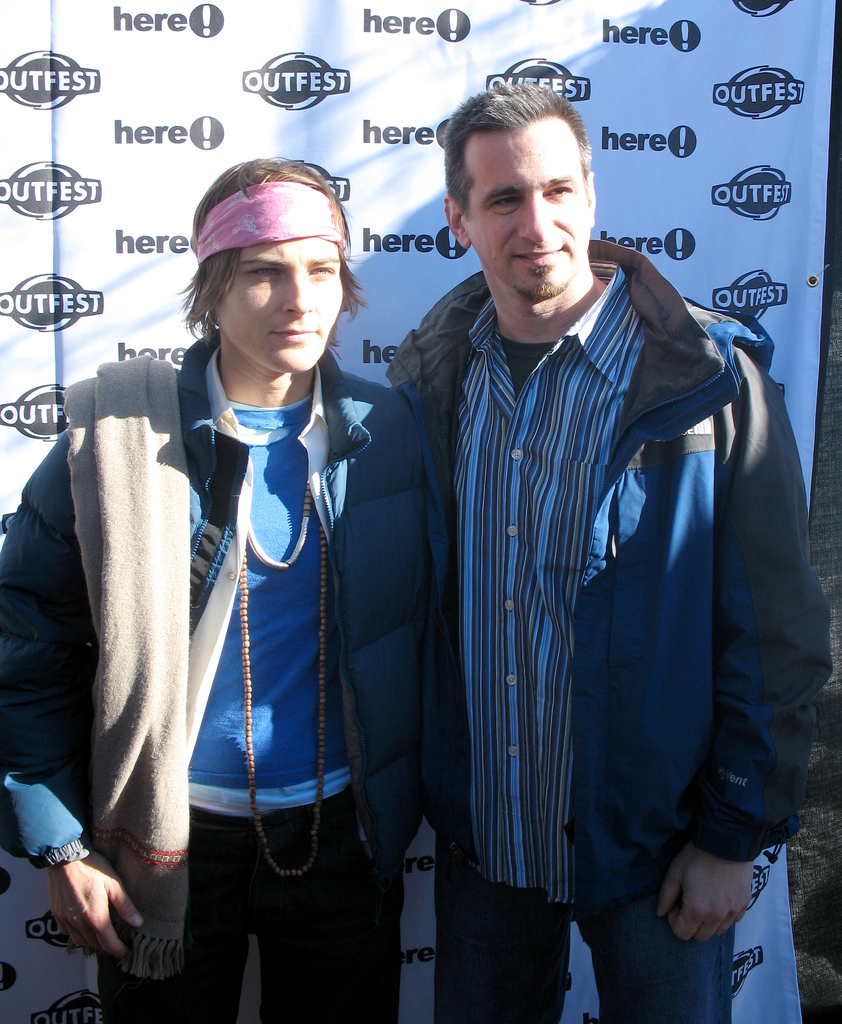
دانييلا سي بجانب نيل جوليانو

دانييلا سي (بالإنجليزية: Daniela Sea)‏ وهي صانعة أفلام وممثلة وموسيقية أمريكية ولدت في سنة 1977 في مدينة ماليبو، كاليفورنيا في الولايات المتحدة ومثلت دور ماكس سويني في مسلسل كلمة إل 

## روابط خارجية
- دانييل سي على موقع IMDb (الإنجليزية)
- دانييل سي على موقع ألو سيني (الفرنسية)
- دانييل سي على موقع أول موفي (الإنجليزية)
- دانييل سي على موقع قاعدة بيانات الأفلام السويدية (السويدية)
- دانييل سي على موقع إن إن دي بي (الإنجليزية)
- دانييل سي على موقع قاعدة بيانات الفيلم (الإنجليزية)
- دانييل سي على موقع كينوبويسك (الروسية)